# 焦點

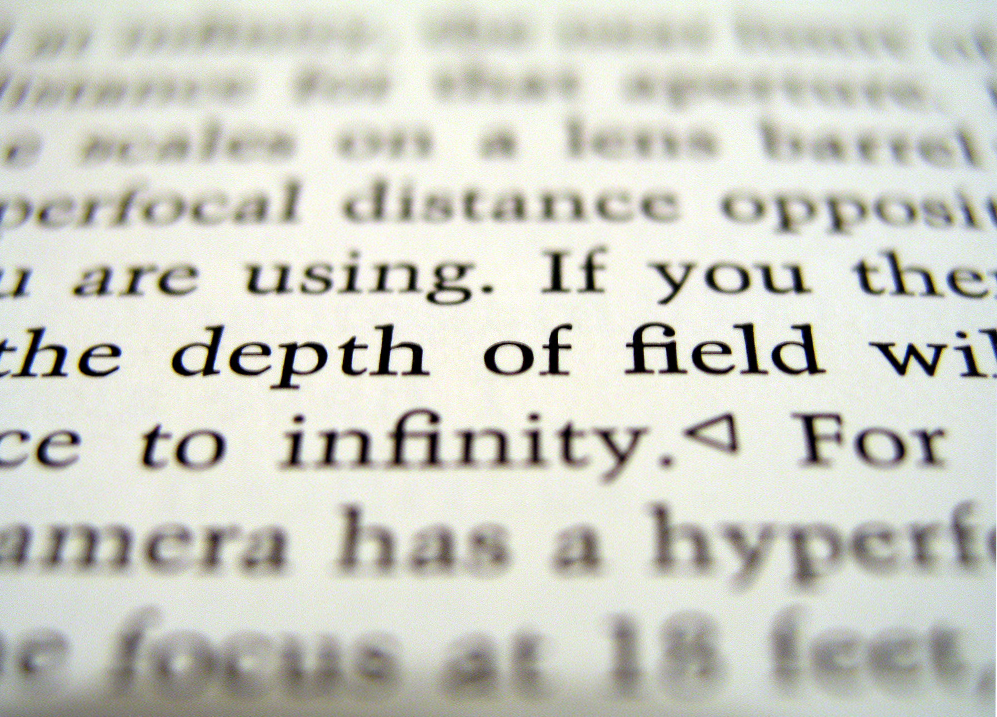
部份對焦的影像，除了中间区域以外，其它大部份区域都落在焦点外（失焦）。

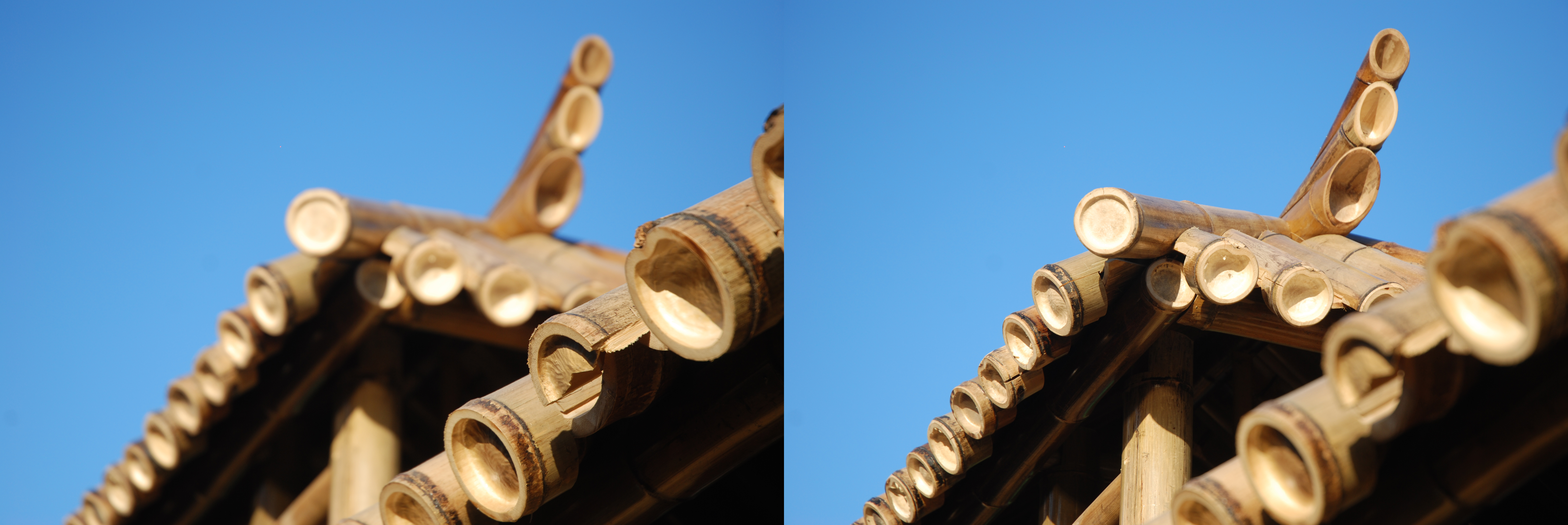
攝影焦點遠近示範：竹屋頂

焦點，在幾何光學中有時也稱為像點，是源頭的光線經過物鏡後匯聚的點。然而，焦點只是概念上的點，實際上在空間上有一個範圍，稱為朦朧圈。這種非理想的焦點也許會導致光學影像的像差，在沒有明顯的像差下，最小的朦朧圈是艾里盤，是因為光學系統的開口產生繞射造成的。當口徑加大時，像差也會變得更為嚴重，而艾里圈是在大口徑下最小的。
一個影像，點像或區域如果能很好的受收歛就是對焦，如果未能良好的匯聚就是失焦。兩者之間的邊界有時用來作為模糊圈的定義。
主焦點或焦點是球面的焦點：
- 對一個透鏡、球面鏡、或拋物面鏡，是受瞄準平行於光軸的光受聚集在光軸上的點。由於光可以從任何一個面穿越透鏡，因此透鏡在倆側各有一個焦點。在空氣中，透鏡或面鏡的主平面至焦點的距離稱為焦距。
- 橢圓的面鏡有兩個焦點，穿過其中一個焦點後抵達鏡面上的光線，反射後會通過另一個焦點。
- 雙曲線的面鏡也有兩個焦點，他的特性是經過一個焦點後受反射的光，像是來自另一個焦點。

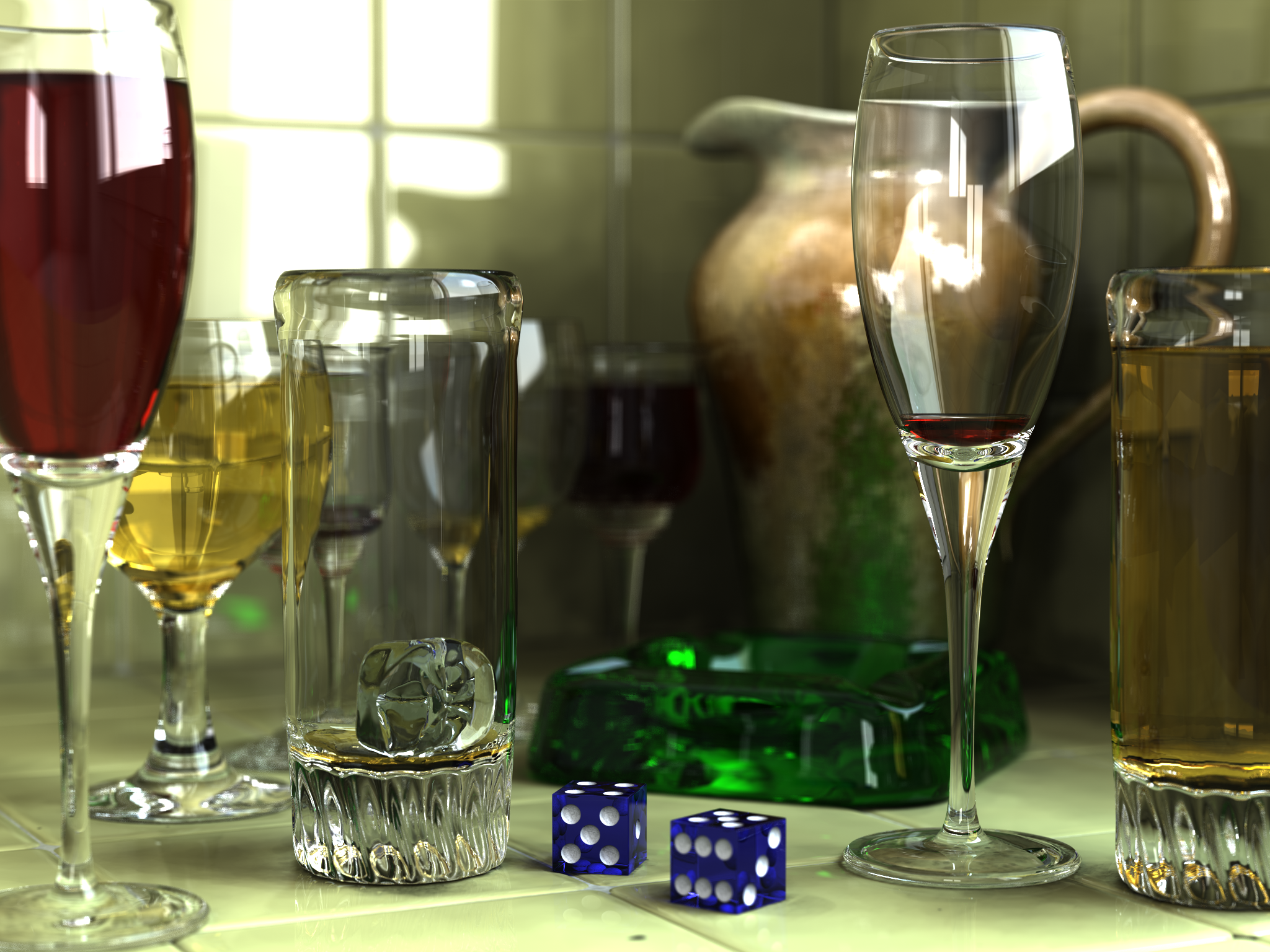
在玻璃上的朦朧圈是由計算機產生影像模擬的，使用的軟體是POV-Ray。

一個發散（負）透鏡或凸面鏡不能將瞄準的光線匯聚在一個點上，換言之，焦點是由面鏡反射或穿透透鏡的光線看起來的發射點。凹的拋物面鏡可以將平行瞄準射入的光線反射成看似由焦點發射出來的光；反之，經過焦點抵達拋物面鏡的光會受反射成平行的光，可以作為瞄準用的射線。凹的橢圓面鏡會將經過其中一個焦點的光線反射至另一個焦點，好像是從那個焦點射出的，而兩個焦點都在鏡後。一個凹面的雙曲面鏡會將經過鏡前焦點的光反射，而看似是由鏡後的焦點直接發射出來的。相反的，在卡塞格林反射望遠鏡，會將光線匯聚在鏡後的焦點上，而這個焦點接近另一面鏡子的鏡前焦點。